# Volks-Werfer-Brigade 19
Die Volks-Werfer-Brigade 19 war eine deutsche Nebelwerfer-Brigade im Zweiten Weltkrieg.

## Brigadegeschichte
Die Volks-Werfer-Brigade 19 wurde am 10. Dezember 1944 wahrscheinlich in Celle durch den Wehrkreis XI mit Ersatzgestellung des Brigadestabes durch den Wehrkreis XI, später durch den Wehrkreis VII, aufgestellt.
Am 17. Dezember 1944 bestand die Brigade aus dem schweren Werfer-Regiment 23 und dem schweren Werfer-Regiment 24.
Die schweren Werfer-Regimenter wurden am 15. Dezember 1944 wahrscheinlich in Celle durch den Wehrkreis XI aufgestellt.
Die Volks-Werfer-Brigade 19 kam am 17. Dezember 1944 von Salzwedel aus an die Westfront. Die Brigade war dann als Heerestruppenteil in den Ardennen eingesetzt und war 1945 bei der 6. Armee in Ungarn.
Ab dem 15. Dezember 1944 war der Major d. R. August Wilhelm Fehling (1896–1964) mit der Führung des schweren Werfer-Regiments 23 beauftragt. Für das schwere Werfer-Regiment 24 war ebenfalls ab dem 15. Dezember 1944 mit Major d. R. Johannes Gottwald (* 1896) ein Offizier mit der Führung beauftragt.
Ab dem 10. Dezember 1944 war die Brigade durch den Oberst Heinz Mahler (* 1897) geführt.

## Gliederung
- schweres Werfer-Regiment 23 mit I. (1–3), II. (4–6) und III. (7–9)
- schweres Werfer-Regiment 24 mit I. (1–3), II. (4–6) und III. (7–9)